# Цинтяла, Анджей
Анджей Цинтяла (пол. Andrzej Cinciała; 8 июня 1825, Казаковице-Гурне, Силезия — 18 февраля 1898, Цешин) — польский юрист, писатель
, фольклорист, этнограф, издатель, видный общественный и национальный деятель Тешинской Силезии.

## Биография
Родился в крестьянской семье. С 1839 года учился в гимназии. В 1842 году бросил учёбу и уехал в Краков, где работал в книжном магазине. В 1846 году возобновил прерванное образование и вернулся в гимназию. В сентябре 1847 года основал «Общество изучающих польский язык» в евангелической гимназии в Цешине.
Осенью 1848 года начал изучать право на юридическом факультете Ягеллонского университета. После его окончания в 1853 году вернулся в Цешин, где работал земским писарем, нотариусом в Цешине, в Шильдберге в Моравии, Фриштате и с 1881 года снова в Цешине. Вместе с Павлом Стальмахом был видным польским активистом в Тешинской Силезии.
Принимал участие в создании еженедельника «Tygodnik Cieszyński» (1848), Народной читальни и Сельскохозяйственного общества.
Сторонник чешско-польского сближения.
Похоронен на городском лютеранском кладбище в Цешине.

## Избранные труды
- «Podręcznik prawnicki dła ludu wiejskiego» (1883);
- «Pieśni ludu szląskiego z okolic Cieszyna» (Краков, 1855);
- «Słownik wyrazów staropolskich, używanych w ks. cieszynskiem».
- «Nowości niesłychane dla śląskich chłopów» (1848)
- «Ustawa gminna i wyborcza» (1884)
- "Przysłowia, przypowieści i ciekawsze zwroty językowe ludu polskiego na Śląsku, w księstwie Cieszyńskiém (около 1000 пословиц, поговорок и т. п., записанных с обозначением местного произношения, 1885)
- «Słownik dialektyczny Śląska Cieszyńskiego»
- «Pamiętnik wydany w (1900) roku w Cieszynie»
- «Dziennik 1846—1853. Cz. 1-2»